# 덴데라 황도대

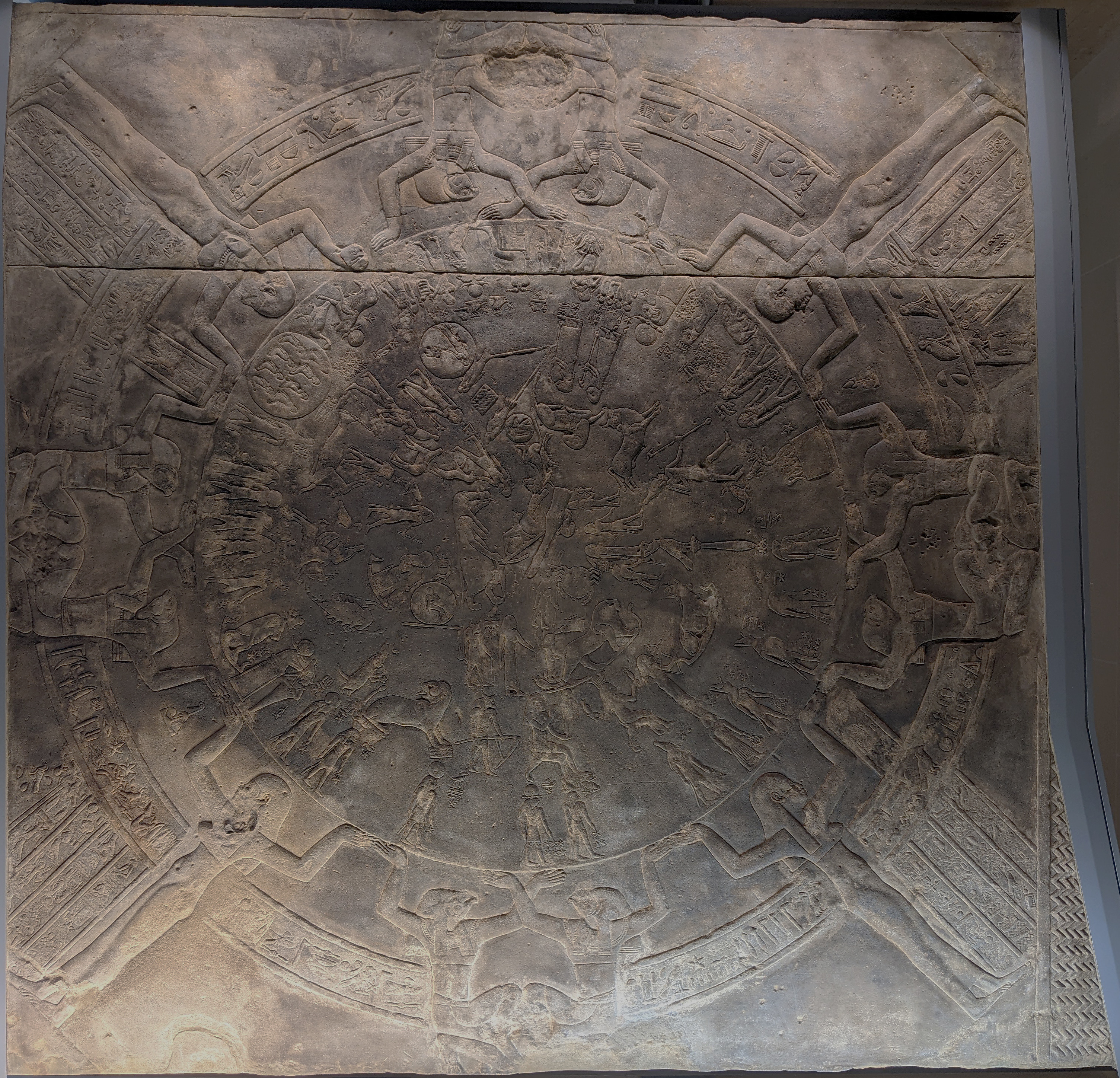
루브르 박물관에 전시되어 있는 덴데라 황도대

덴데라 황도대(Denderah zodiac)는 덴데라 신전 단지에 있는 오시리스에게 봉납된 예배당의 주랑 현관에서부터 전해지는 황소자리(소)와 천칭자리(천칭)의 형상을 포함하는 널리 알려진 이집트 저부조 조각 작품이다. 그 예배당은 프톨레마이오스 왕국 후기에 개설되었고, 그곳의 주랑 현관은 황제 티베리우스에 의해서 증축되었다. 그것이 장프랑수아 샹폴리옹으로 하여금 그 부조의 연대를 그레코-로만 시대로 정하게 했지만, 그와 동시대의 학자들의 대부분은 신왕국의 것으로 보았다. 그 부조에서 보여지는 항성과 행성의 위치에 기인하여, 오늘날 그 부조의 연대는 기원전 50년으로 인정된다. 존 H. 로저스가 "우리가 알고 있는 고대의 하늘에 대한 완전한 지도"라고 특징지은 그 부조는 후일의 천문학체계가 기반했던 근거를 표현한다고 추측되어오고 있다. 현재 그것은 파리 루브르 박물관에 전시되어 있다.
그 황도대는 각각 12일씩의 36 데칸(십분각)과 행성으로 구성된 황도대적 띠의 12 별자리를 평면 도법으로 보여주는 별자리판 또는 항성 지도이다. 그 데칸은 일등성의 무리이다. 그것들은 약 30일의 음력 주기와 항성 소티스(시리우스)의 태양과 함께 출몰에 기초하는 고대 이집트의 달력에 사용되었다.
그 황도대의 환상형의 표현에 있어서 고대 이집트의 미술에만 있는 독창성이 있다. 더 전형적인 것은 같은 신전의 주랑 현관을 장식하는 직각의 황도대들이다.
천체의 원은 여성의 형상을 한 하늘의 네 기둥과 그 사이에 매의 머리를 한 요정들이 떠받치고 있는 원판으로 표현된다. 첫 번째 원에 있는 36 명의 요정은 이집트 달력의 360일을 상징한다.
안쪽에 있는 원 하나는 황도대의 별자리를 보여준다는 것을 알 수 있다. 그것들 중 일부는 (고대 그리스와 더 나중의 아랍-서양식 발전의 규약과 비교할 때는 대부분 짝이 안 맞는 방향에 있는데도 불구하고, 예를 들어, 양자리와 황소자리, 전갈자리 그리고 염소자리인) 그것들과 유사한 상응물과 같은 그레코-로만식 도상적 형태로 표현되었다. 반면에, 다른 것들은 더 이집트적인 형태를 나타낸다.: 물병자리는 물을 분출하는 두 개의 항아리를 들고 있는 범람의 신 하피를 표현한다. 로저스는 "셀레우코스 황도대"의 잔존하는 세 개의 평판에 있는 잘 알려지지 않은 아이코노그래피의 유사성과 "경계석" 쿠두루의 묘사와의 관련성에 주목했다. 요컨데, 로저스는 덴데라 황도대를 "메소포타미아 황도대의 완전한 복제품"으로 보았다.

## 역사
나폴레옹의 이집트 원정 동안에, 비방 드농은 더 널리 알려진 원형 황도대와 직각형의 황도대들을 그렸다. 나폴레옹의 원정 후, 1982년에 드농은 《위아래의 이집트 여행(Voyage dans la Basse et la Haute Egypte)》에서 신전 천장의 판화들을 출판했다. 그것들은 그 황도대가 표현하는 시대가 수만년에서 수천년 또는 수백년까지의 범위를 정하는 것과 그 황도대가 별자리판인지 점성술 차트인지에 대한 논쟁을 유발했다. 그 원정대의 일원인 루이 샤를 앙투안 드제는 그 부조를 프랑스로 옮기기로 결정했고, 따라서 1820년에 고대유물 상인 세바스티앙루이 솔니에르는 숙련 석공 장 바티스트 르로랑에게 의뢰하여 그 작업을 위해 고안된 톱과 잭가위, 가위 등으로 원형황도대를 도려내게 했다. 1821년에 그 황도대 천장은 복고왕정의 프랑스로 옮겨졌고, 루이 18세에 의해 현재의 프랑스 국립도서관을 가리키는 당시의 왕립 도서관에 설치되었다.
황도대를 둘러싼 논쟁은 "덴데라 사건(Dendera Affair)"이라 불리며, (그 연대를 기원전 2500년으로 판단한) 조제프 푸리에와 토머스 영, 장프랑수아 샹폴리옹 그리고 장바티스트 비오와 같은 사람들을 포함한다. 요한 카를 부르크하르트와 장바티스트 코라뵈프는 황도대에 대한 분석 후에, 고대 이집트인들이 분점의 세차운동을 이해하고 있었다고 판정했다. 샹폴리옹은 덴데라의 신전 천장에 있는 티베리우스와 클라우디우스, 네로 그리고 도미티아누스의 이름을 판독했고, 그 황도대를 이집트 전역에 대한 로마의 통치 시대의 것으로 정했다. 조르주 퀴비에 남작은 그 연대를 123년부터 147년까지로 보았다. 1820년대에 그가 그것에 대해 이해한 것으로써 그 연대를 정하는 문제에 대한 그의 검토는 그 연대에 관한 추론의 개요가 된다.
위트레흐트 대학교에 있는 컴퓨터 지원에 의한 이집트학 연구 센터의 실비 코비아와 에릭 우보그는 매 천년마다 한번씩 일어나는 배치인 이집트인들이 알고 있었던 다섯 행성을 나타내는 배치에 대한 실험과 두 번의 일식에 대한 확인을 통하여, 그것의 연대를 기원전 50년으로 보았다.

## 참고 문헌
- (프랑스어) Éric Aubourg, La date de conception du temple d'Hathor à Dendérah, BIFAO, 1995 ;
- Sylvie Cauville :
  - (프랑스어) Le temple de Dendérah, IFAO, 1995,
  - (프랑스어) Le temple d'Isis à Dendéra, BIFAO, 1995,
  - (프랑스어) Le zodiaque d'Osiris, Peeters, 1997.